# Biesles
Biesles est une commune française située dans le département de la Haute-Marne, en région Grand Est.

## Géographie

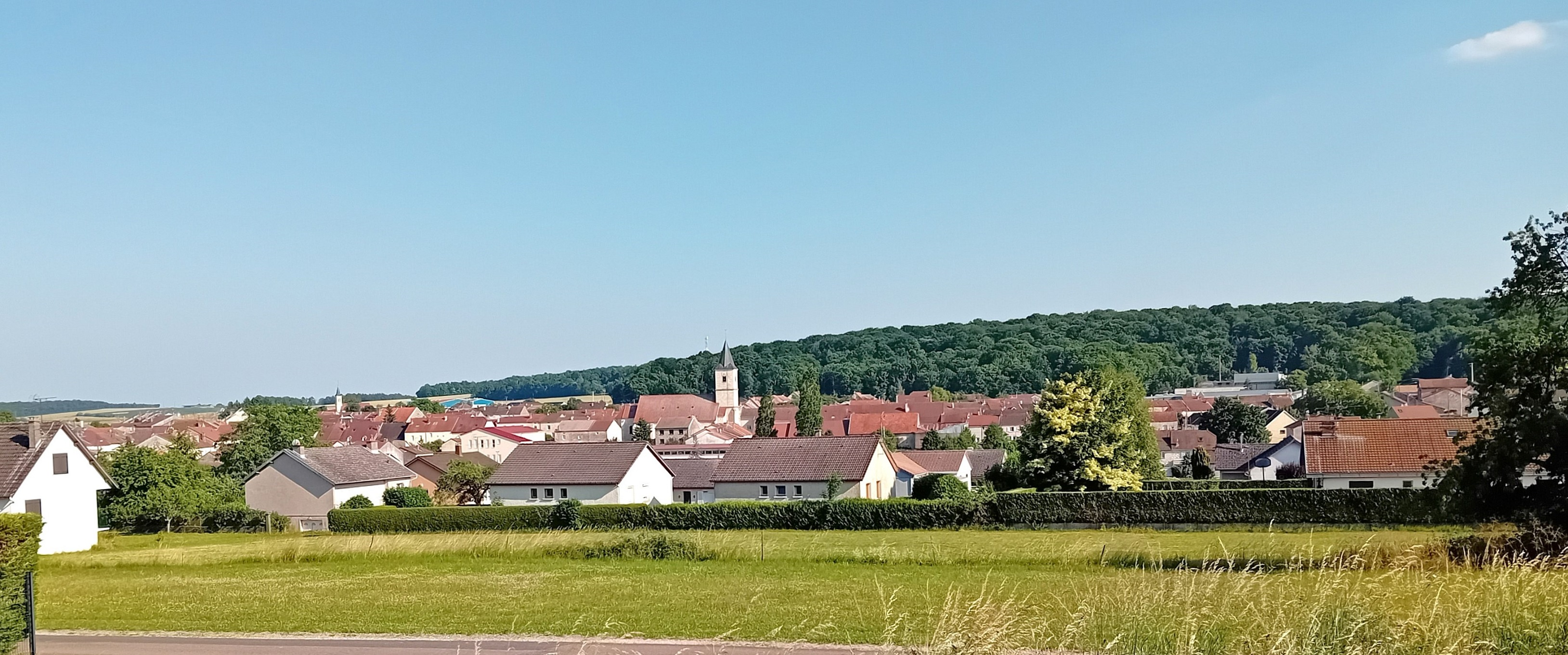
Vue d'ensemble de Biesles

Biesles fusionne avec Le Puits-des-Mèzes en 1972.

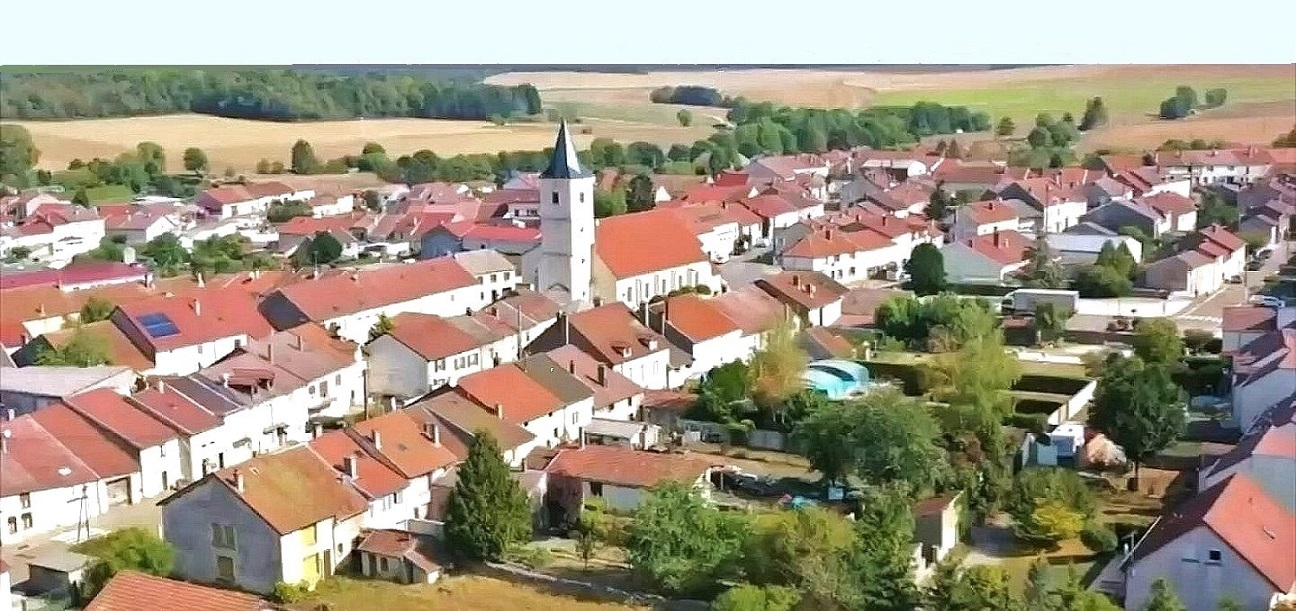
Vue générale

### Hydrographie
La commune est dans la région hydrographique « la Seine de sa source au confluent de l'Oise (exclu) » au sein du bassin Seine-Normandie. Elle est drainée par le ruisseau de Moiron et le Fossé 02 de Champ Rouge,.

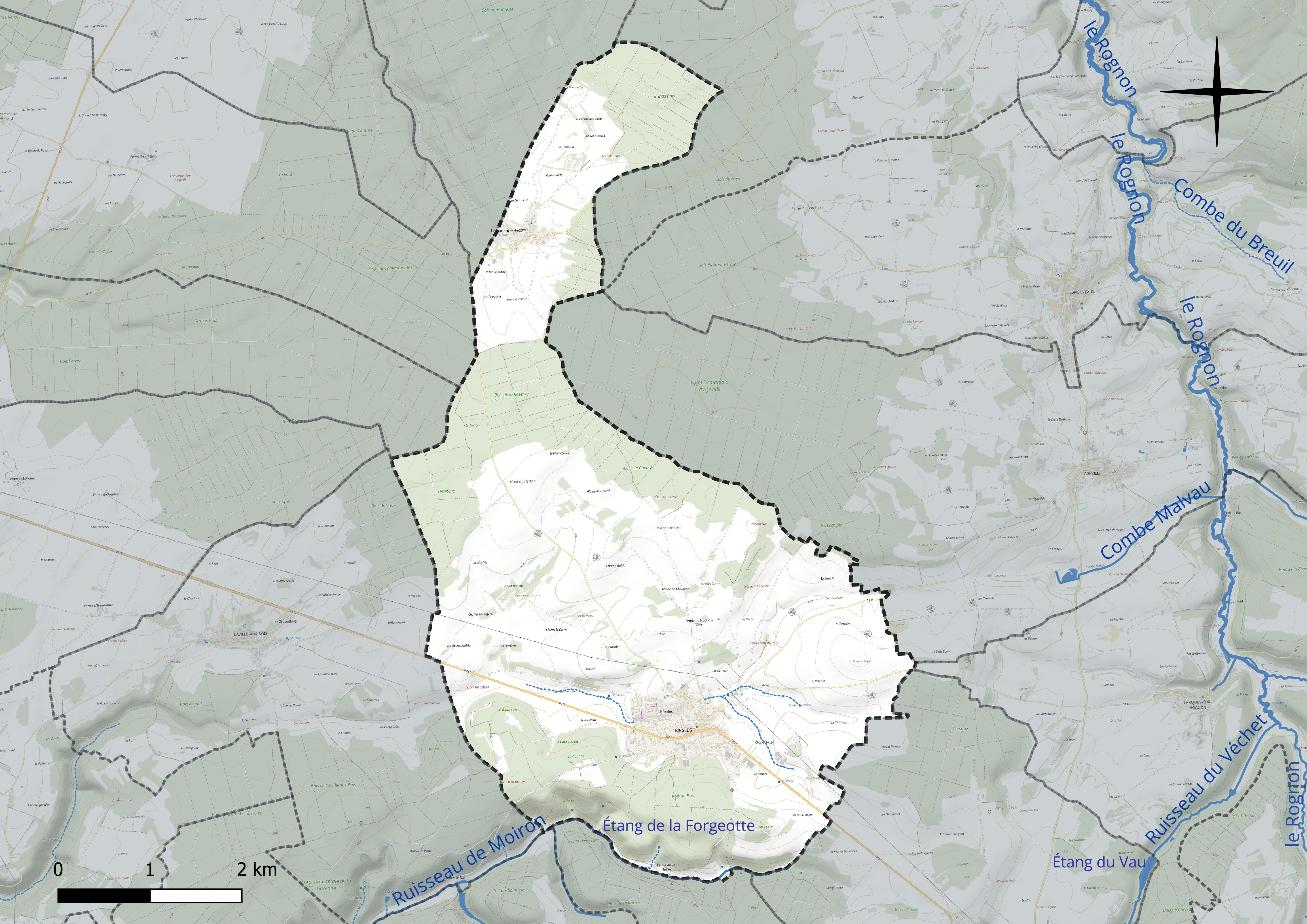
Réseau hydrographique de Biesles.

Un plan d'eau complète le réseau hydrographique : l'étang de la Forgeotte, d'une superficie totale de 0,6 ha (0,3 ha sur la commune),.

### Climat
Pour des articles plus généraux, voir Climat du Grand Est et Climat de la Haute-Marne.
En 2010, le climat de la commune est de type climat de montagne, selon une étude du Centre national de la recherche scientifique s'appuyant sur une série de données couvrant la période 1971-2000. En 2020, Météo-France publie une typologie des climats de la France métropolitaine dans laquelle la commune est exposée à un climat océanique altéré et est dans la région climatique Lorraine, plateau de Langres, Morvan, caractérisée par un hiver rude (1,5 °C), des vents modérés et des brouillards fréquents en automne et hiver.
Pour la période 1971-2000, la température annuelle moyenne est de 9,3 °C, avec une amplitude thermique annuelle de 16,5 °C. Le cumul annuel moyen de précipitations est de 1 028 mm, avec 13,8 jours de précipitations en janvier et 9,5 jours en juillet. Pour la période 1991-2020, la température moyenne annuelle observée sur la station météorologique de Météo-France la plus proche, « Bourdons_sapc », sur la commune de Bourdons-sur-Rognon à 10 km à vol d'oiseau, est de 10,0 °C et le cumul annuel moyen de précipitations est de 1 011,1 mm. 
La température maximale relevée sur cette station est de 40,1 °C, atteinte le 25 juillet 2019 ; la température minimale est de −22,1 °C, atteinte le 20 décembre 2009,,.
Les paramètres climatiques de la commune ont été estimés pour le milieu du siècle (2041-2070) selon différents scénarios d'émission de gaz à effet de serre à partir des nouvelles projections climatiques de référence DRIAS-2020. Ils sont consultables sur un site dédié publié par Météo-France en novembre 2022.

## Urbanisme

### Typologie
Au 1er janvier 2024, Biesles est catégorisée bourg rural, selon la nouvelle grille communale de densité à sept niveaux définie par l'Insee en 2022.
Elle est située hors unité urbaine. Par ailleurs la commune fait partie de l'aire d'attraction de Chaumont, dont elle est une commune de la couronne,. Cette aire, qui regroupe 112 communes, est catégorisée dans les aires de 50 000 à moins de 200 000 habitants,.

### Occupation des sols
L'occupation des sols de la commune, telle qu'elle ressort de la base de données européenne d’occupation biophysique des sols Corine Land Cover (CLC), est marquée par l'importance des territoires agricoles (60,1 % en 2018), une proportion sensiblement équivalente à celle de 1990 (60,9 %). La répartition détaillée en 2018 est la suivante :
terres arables (52,4 %), forêts (35 %), prairies (5,4 %), zones urbanisées (4,8 %), zones agricoles hétérogènes (2,2 %), milieux à végétation arbustive et/ou herbacée (0,2 %). L'évolution de l’occupation des sols de la commune et de ses infrastructures peut être observée sur les différentes représentations cartographiques du territoire : la carte de Cassini (XVIIIe siècle), la carte d'état-major (1820-1866) et les cartes ou photos aériennes de l'IGN pour la période actuelle (1950 à aujourd'hui).

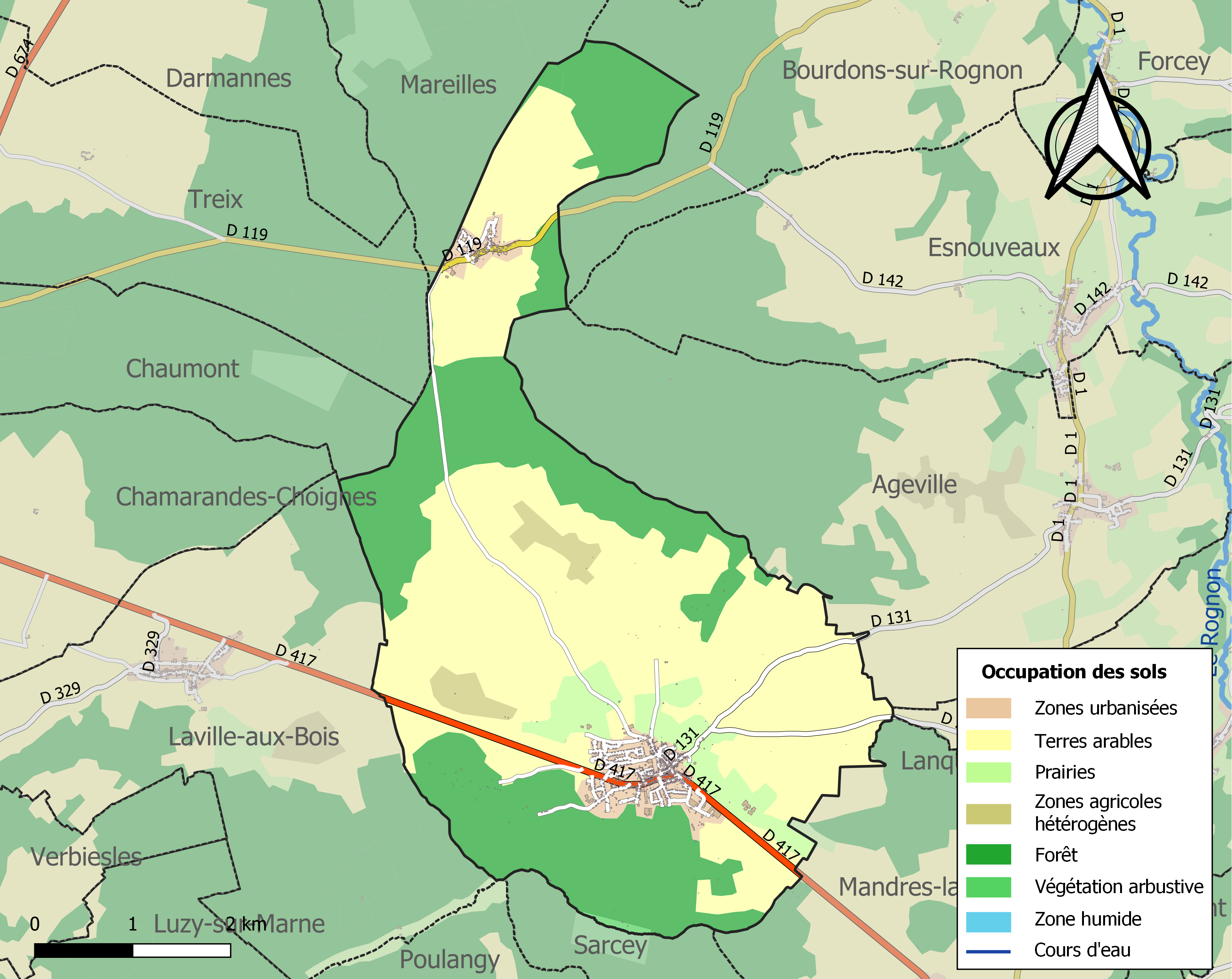
Carte des infrastructures et de l'occupation des sols de la commune en 2018 (CLC).
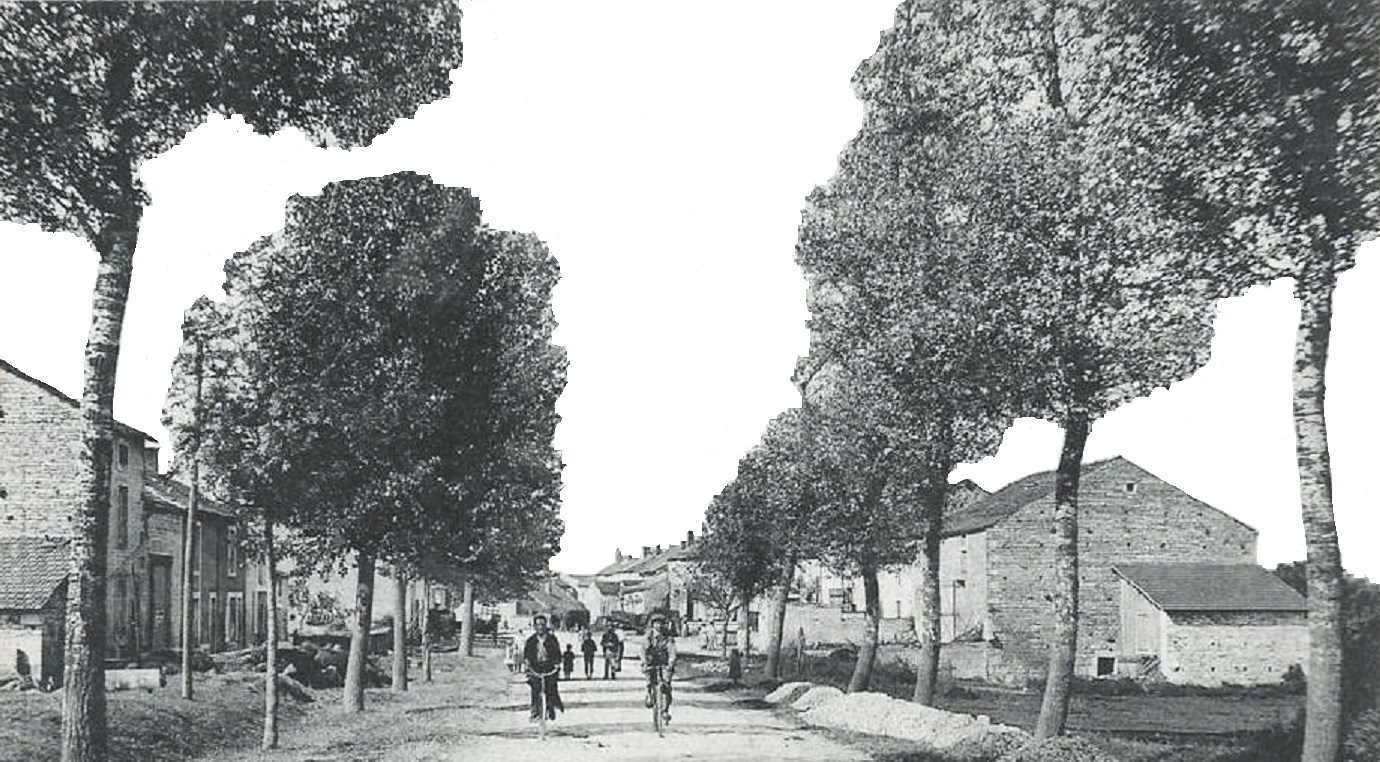
Vue ancienne de l'entrée du village

## Toponymie
Le thème étymologique est Billia ou Bilia, vocable reproduisant sous une forme féminime, employée adjectivement, le Gentilice ou nom de famille Romain Bilius, alias Billius[réf. nécessaire].
Bille en 1226, Bile en 1249 - 1252, Billa en 1252, Bielle en 1274 - 1275, Bielles 1597, Biesle 1625 et enfin Biesles en 1889[réf. nécessaire].

## Histoire

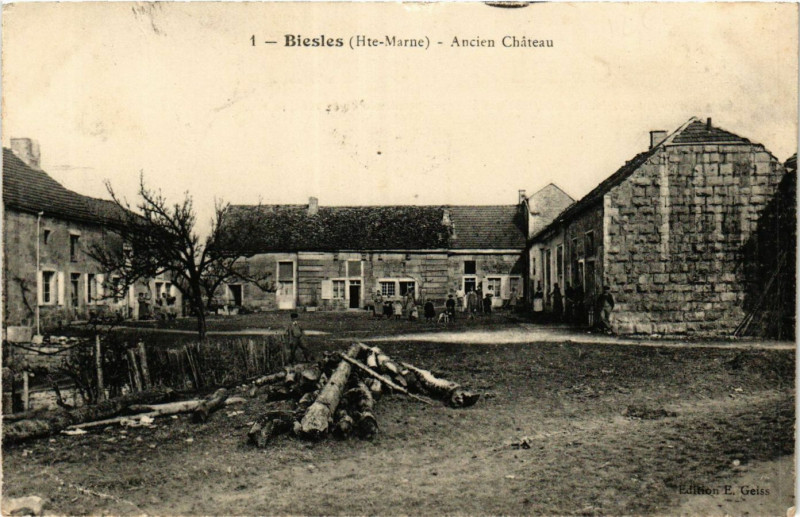
L'ancien château

Il n'est pas fait mention de Biesle (Bilia) avant le XIIe siècle.
C'était un fief dépendant du domaine de Nogent.
Au XVe siècle, il fut en la possession des « Choiseul-Lanques ».puis celle des « Saint-Belin de Thivet » jusqu'à la fin du XVIIe siècle.
Georges II fonda la branche des « Saint-Belin-Biesle ».
C'est en faveur de Georges III, petit-fils du précédent, que Louis XIII fit de Biesles un comté, en 1631.
Après quelques générations, Biesles passe aux mains des Messey en la personne de François qui rend hommage au Roi en 1714 en possédant alors le château avec dépendances.
C'est le petit - fils, Pierre Eugène Barnabé de Messey qui détenait le château en 1789, avant la Révolution.
En 1789 Biesles faisait partie de la province de Champagne,bailliage de Chaumont, prévôté et chatellerie de Nogent Le Roi, élection de Langres.
Son église dédiée a St Pierre et St Paul était du diocèse de Langres doyenné d'Is en Bassigny. La présentation de la cure appartenait à l abbesse de Poulangy.

## Galerie

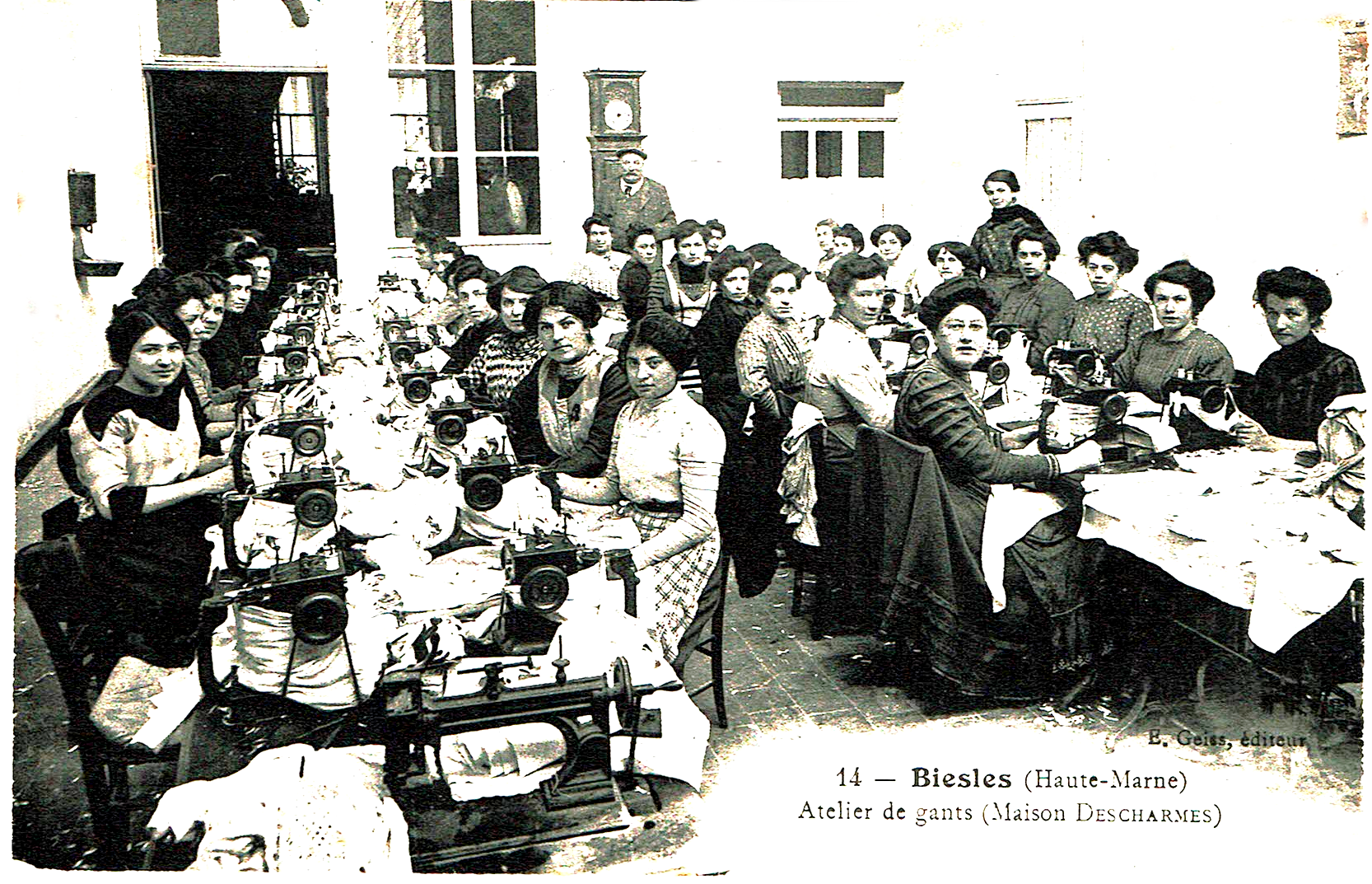
L' atelier ganterie et couture Descharmes à Biesles
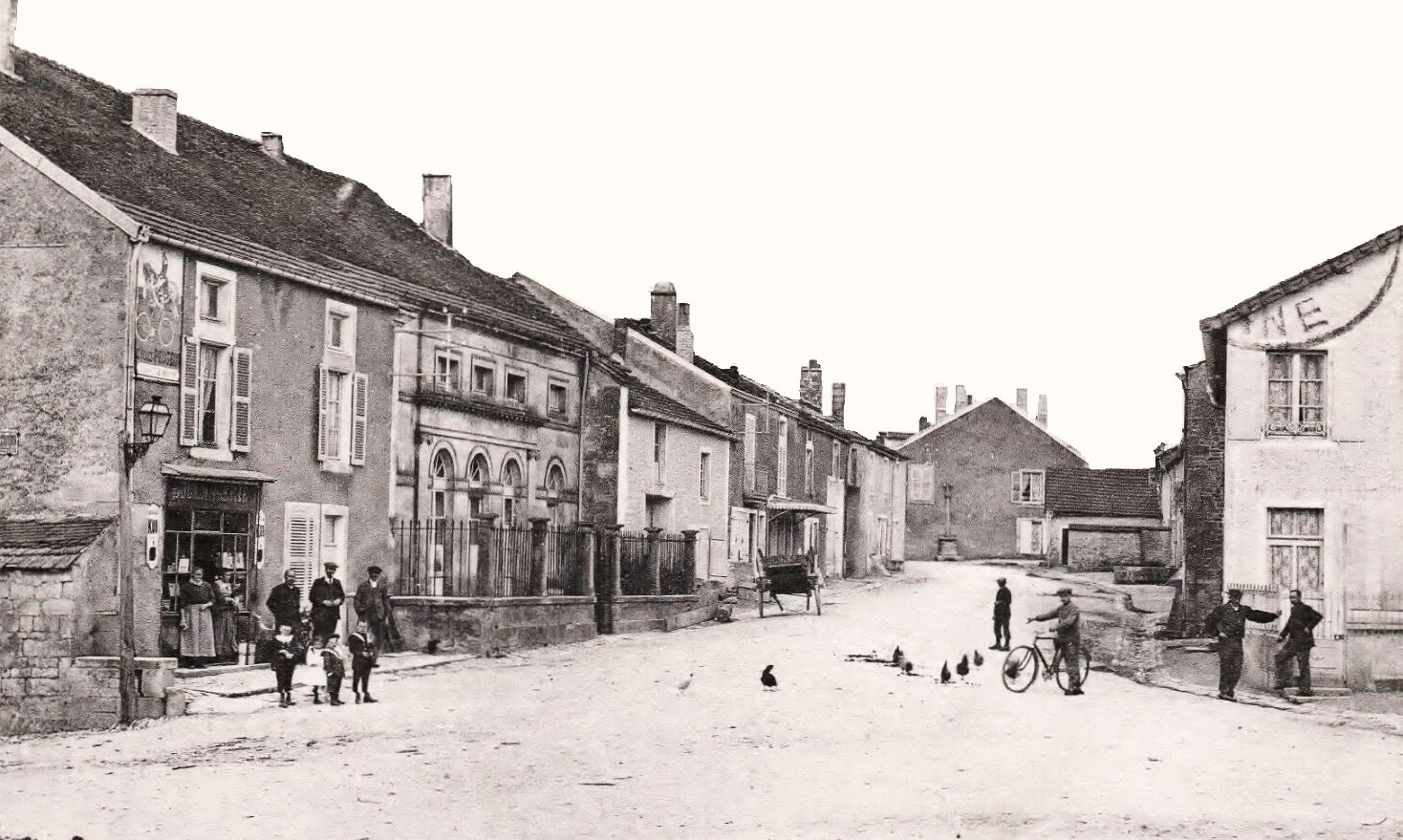
vue ancienne de la rue d 'Ageville.
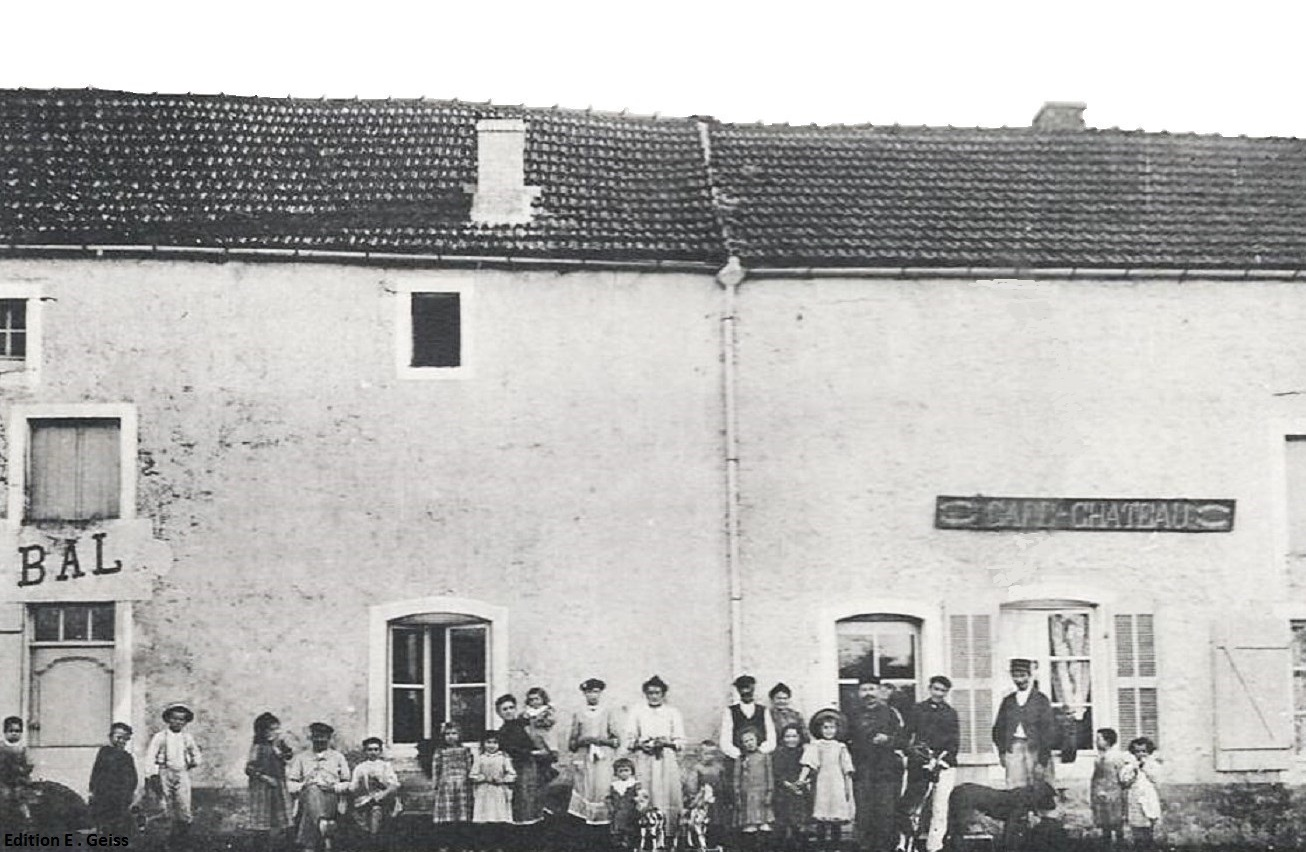
le Café du Château (1912).
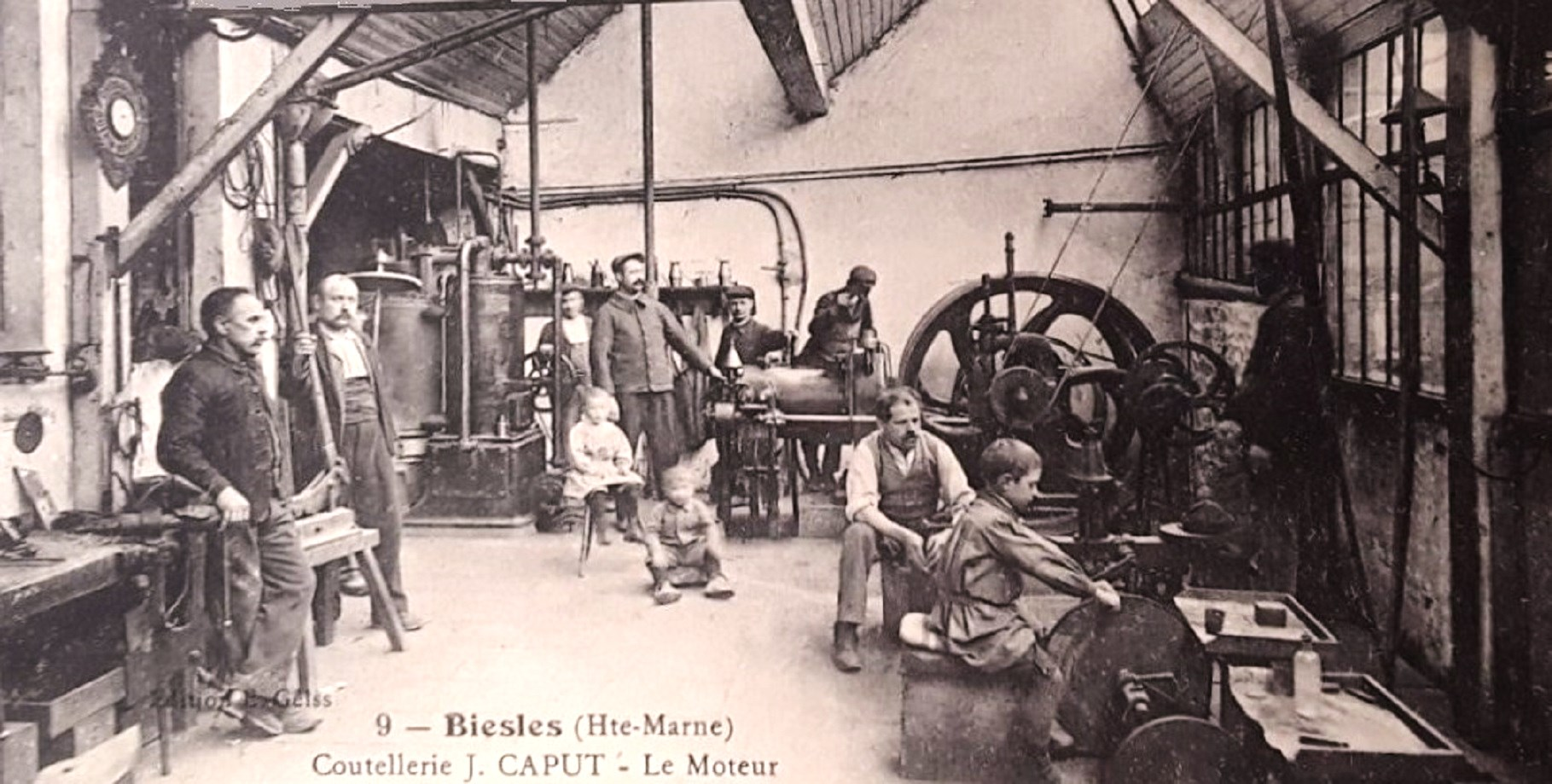
la coutellerie J. CAPUT

## Politique et administration

### Tendances politiques et résultats
- Maire sortant : Michel André
- 15 sièges à pourvoir au conseil municipal (population légale 2011 : 1 394 habitants)

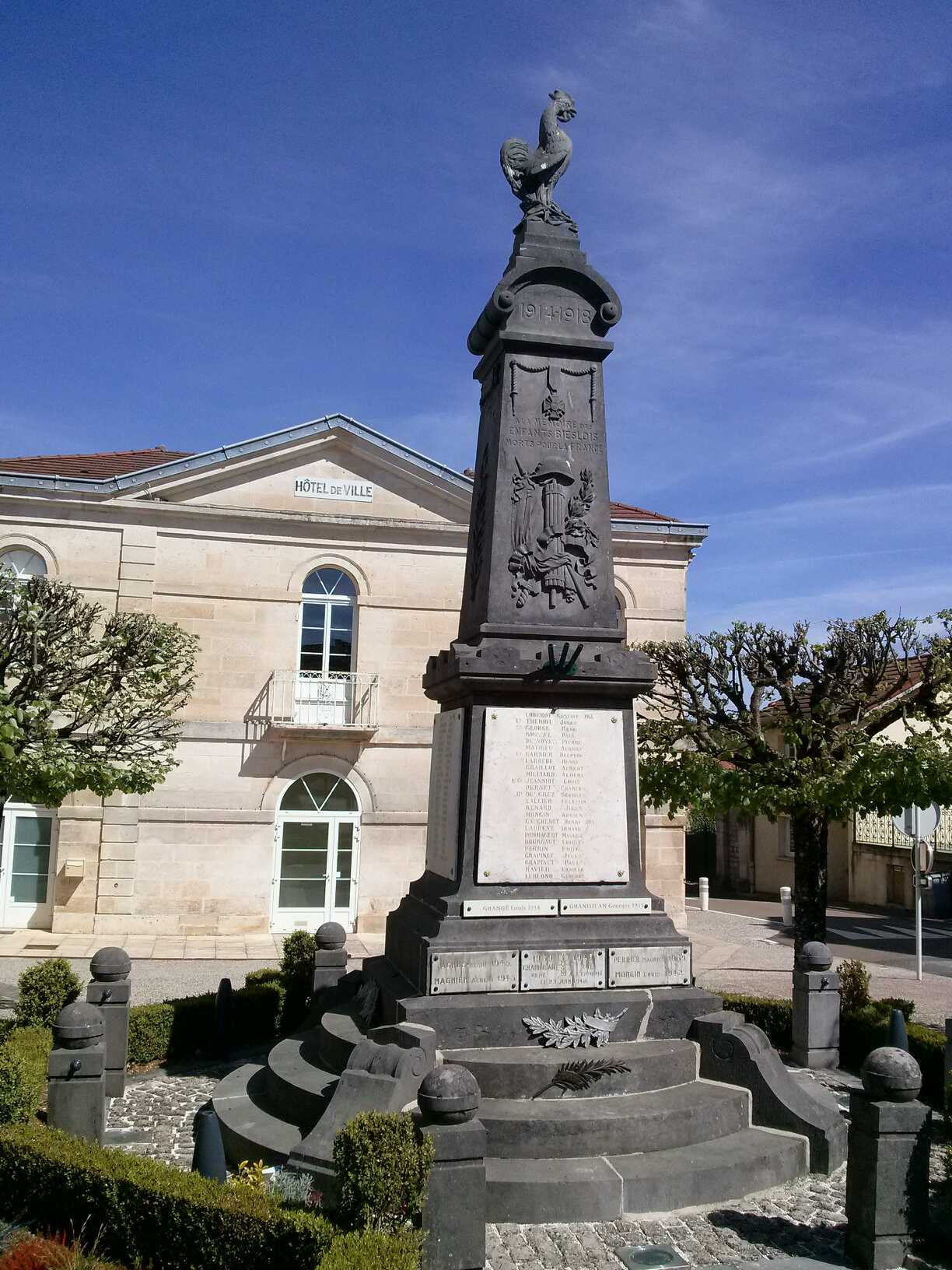
Le Monument aux Morts et la Mairie

- 5 sièges à pourvoir au conseil communautaire (CA de Chaumont)

|                          | Michel André *   | DVD            | 505   | 68,05  | 13 | 5 |  |  |
|                          | Emmanuel Baverel | DVD            | 237   | 31,94  | 2  |   |  |  |
|                          |                  |                |       |        |    |   |  |  |
| Inscrits                 | Inscrits         | Inscrits       | 1 124 | 100,00 |    |   |  |  |
| Abstentions              | Abstentions      | Abstentions    | 346   | 30,78  |    |   |  |  |
| Votants                  | Votants          | Votants        | 778   | 69,22  |    |   |  |  |
| Blancs et nuls           | Blancs et nuls   | Blancs et nuls | 36    | 4,63   |    |   |  |  |
| Exprimés                 | Exprimés         | Exprimés       | 742   | 95,37  |    |   |  |  |
| * Liste du maire sortant |                  |                |       |        |    |   |  |  |

### Liste des maires
| Période                                  | Période  | Identité     | Étiquette | Qualité     |
| ---------------------------------------- | -------- | ------------ | --------- | ----------- |
| mars 2001                                | En cours | Michel André | DVD       | Agriculteur |
| Les données manquantes sont à compléter. |          |              |           |             |

## Jumelages
- Nordendorf (Allemagne) depuis 1973 en Bavière, dans l'arrondissement d'Augsbourg.

## Évolution démographique
L'évolution du nombre d'habitants est connue à travers les recensements de la population effectués dans la commune depuis 1793. Pour les communes de moins de 10 000 habitants, une enquête de recensement portant sur toute la population est réalisée tous les cinq ans, les populations de référence des années intermédiaires étant quant à elles estimées par interpolation ou extrapolation. Pour la commune, le premier recensement exhaustif entrant dans le cadre du nouveau dispositif a été réalisé en 2008.

En 2022, la commune comptait 1 334 habitants, en évolution de −1,62 % par rapport à 2016 (Haute-Marne : −4,62 %, France hors Mayotte : +2,11 %).
| 1793 | 1800 | 1806 | 1821 | 1831  | 1836  | 1841  | 1846  | 1851  |
| ---- | ---- | ---- | ---- | ----- | ----- | ----- | ----- | ----- |
| 807  | 854  | 969  | 940  | 1 090 | 1 168 | 1 167 | 1 227 | 1 205 |

| 1856  | 1861  | 1866  | 1872  | 1876  | 1881  | 1886  | 1891  | 1896  |
| ----- | ----- | ----- | ----- | ----- | ----- | ----- | ----- | ----- |
| 1 206 | 1 260 | 1 303 | 1 332 | 1 353 | 1 402 | 1 370 | 1 361 | 1 403 |

| 1901  | 1906  | 1911  | 1921  | 1926  | 1931  | 1936  | 1946 | 1954  |
| ----- | ----- | ----- | ----- | ----- | ----- | ----- | ---- | ----- |
| 1 346 | 1 303 | 1 331 | 1 143 | 1 103 | 1 106 | 1 012 | 921  | 1 022 |

| 1962  | 1968  | 1975  | 1982  | 1990  | 1999  | 2006  | 2008  | 2013  |
| ----- | ----- | ----- | ----- | ----- | ----- | ----- | ----- | ----- |
| 1 034 | 1 130 | 1 287 | 1 300 | 1 396 | 1 426 | 1 422 | 1 421 | 1 373 |

| 2018  | 2022  | - | - | - | - | - | - | - |
| ----- | ----- | - | - | - | - | - | - | - |
| 1 347 | 1 334 | - | - | - | - | - | - | - |

## Héraldique
| Armes de Biesles | Les armes de Biesles se blasonnent ainsi : D'azur à trois têtes de bélier d'argent accornés d'or, posés 2, 1. |

## Lieux et monuments
- La Chapelle Saint-Roch bâtie en 1636
- L' Eglise Saint-Pierre-Saint-Paul : En 1764 a débuté la construction de l'église St Pierre - St Paul d'après les plans de l'architecte Chaumontais Mauperin, à la place de l'ancienne église qui menaçait de s'effondrer. L'Évêque de Langres Gilbert de Montmorin autorisa la démolition de cette dernière le 24 aout 1764. Les travaux durèrent deux ans et la bénédiction de la nouvelle église eut lieu le 17 novembre 1766. La tour du clocher et les contreforts sont en pierre de taille et le reste de l'édifice en moellons.
- Musée de la Tour du Château : Le musée de la Tour de l'ancien château de Biesles propose en permanence une exposition d'objets du passé de la commune, comme la coutellerie très présente jusqu'au milieu du XXe siècle et deux autres artisanats : la ganterie et la saboterie. Des photographies et gravures de 1880 a 1950, des costumes d'époque sur mannequins (instituteur, forgeron, lavandière, sabotier, ganterie...) et des objets de la vie courante évoquent le quotidien des habitants du village.
- Le Château : Pendant les guerres de religion le château du début XIIIe siècle a vu ses fortifications renforcées par le seigneur de Biesles Georges II de Saint - Belin. Les pierres de la Tour et certaines parties des murs ainsi que les meurtrières sont encore visibles. En 1789 le Seigneur de Biesles Pierre Eugène Barnabé de Messey ayant émigré, le château fut mis en adjudication. Après la vente de celui -ci les étages supérieurs furent rasés et certaines parties du château ont été détruites.
- le Lavoir

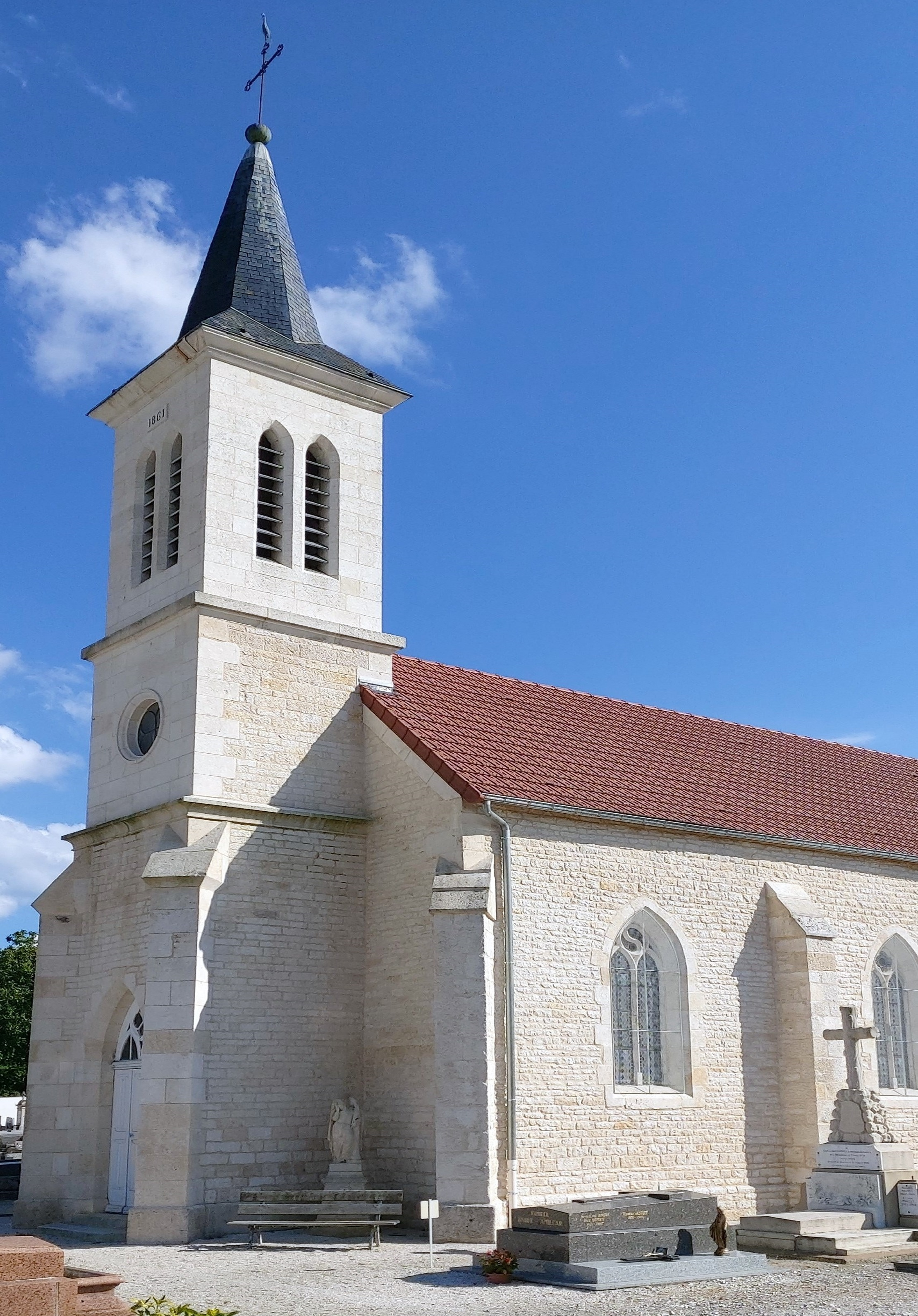
La chapelle Saint-Roch
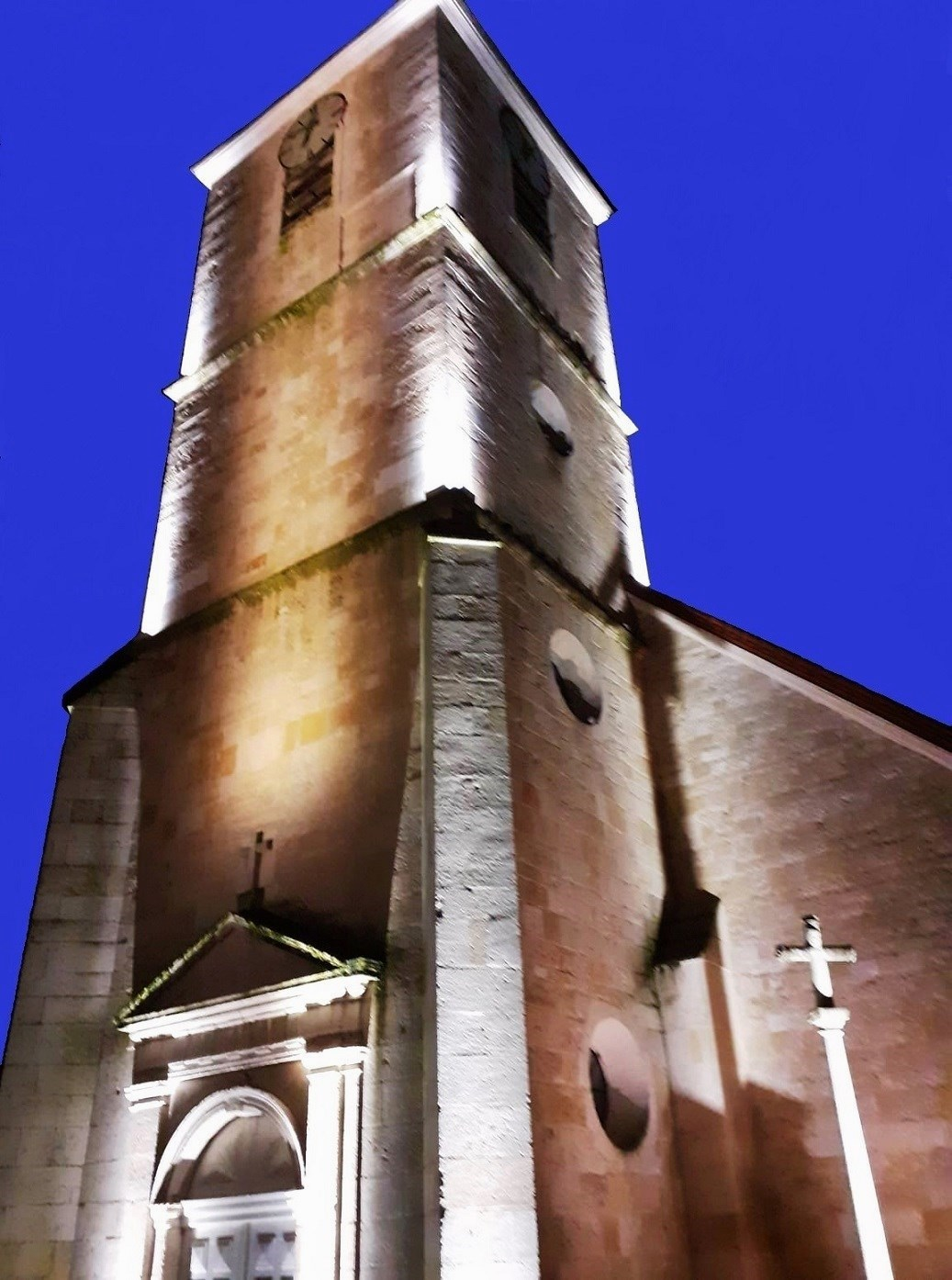
L'église Saint-Pierre - Saint-Paul
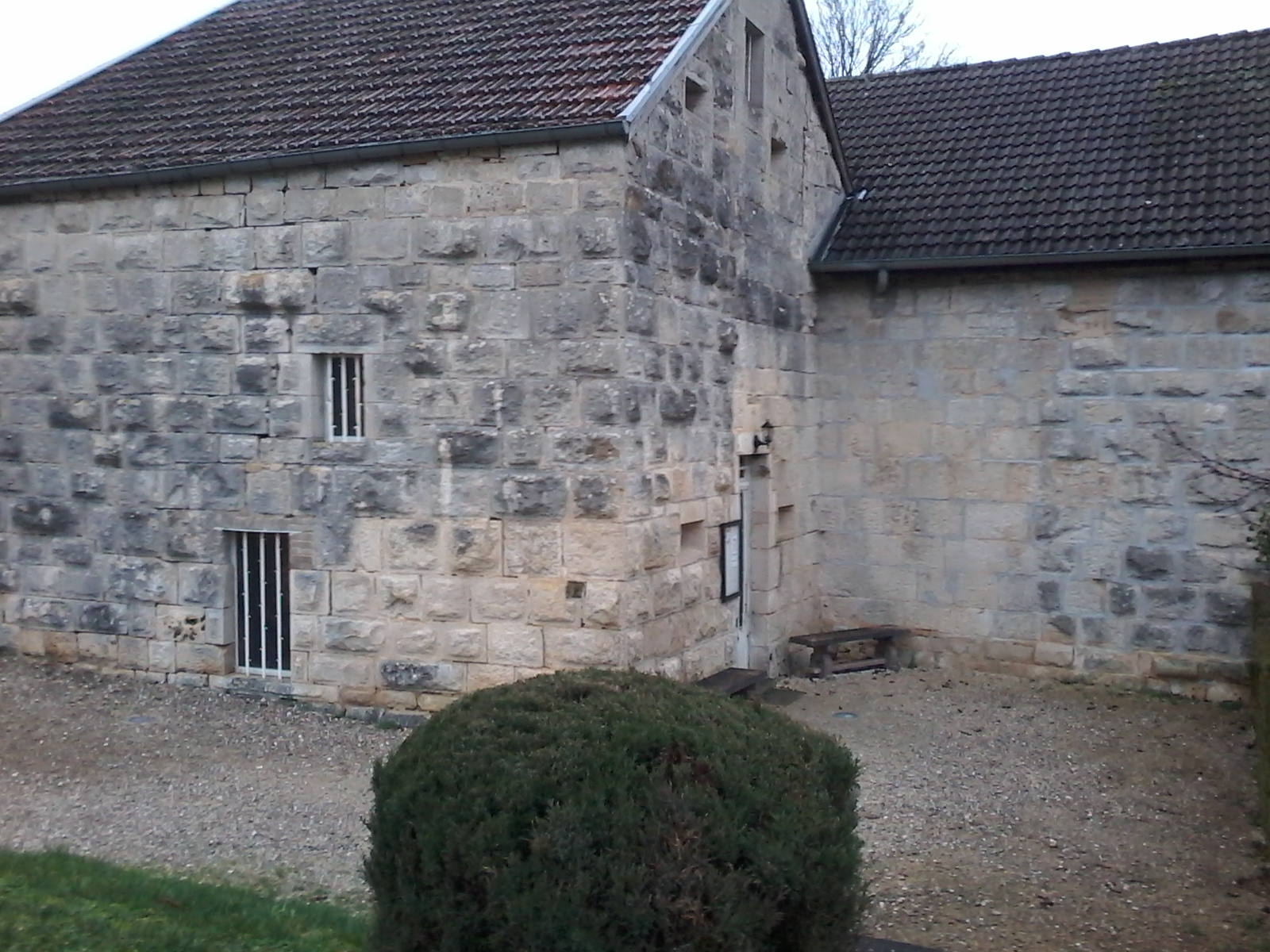
Le musée de la Tour du Château
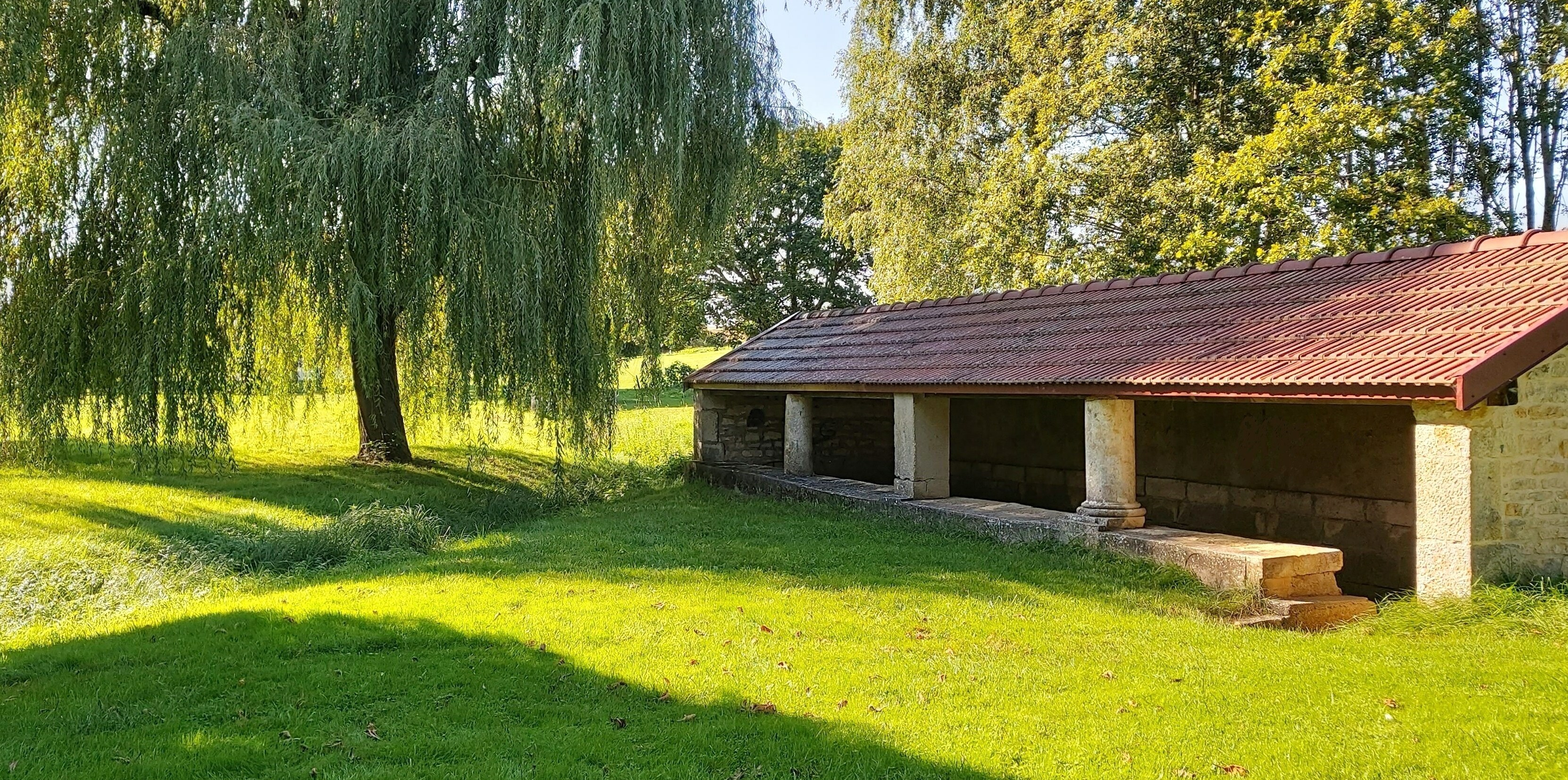
Le lavoir de Biesles
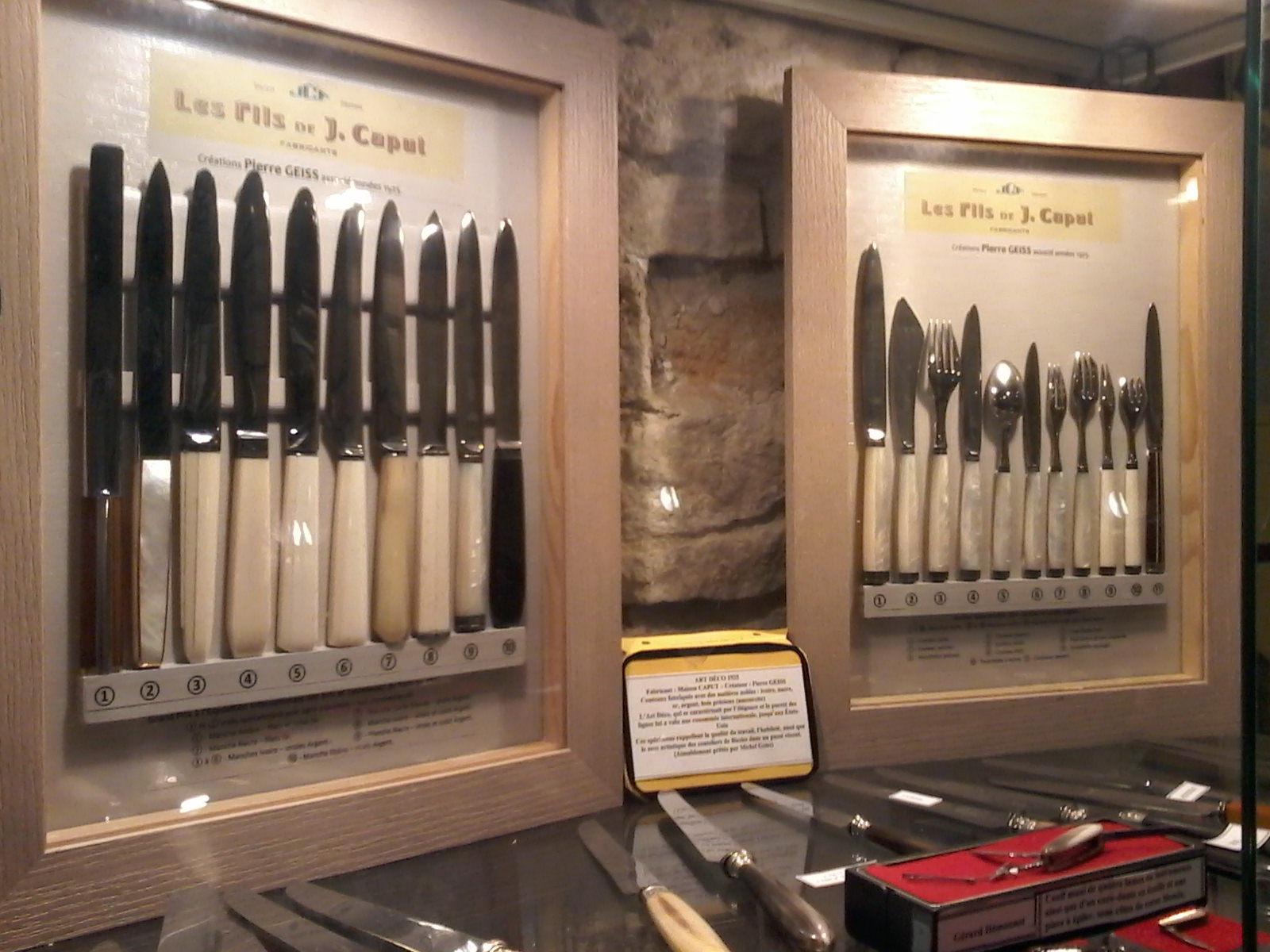
La coutellerie de Besles